# Свръхестествено (сезон 5)
Вижте пояснителната страница за други значения на Свръхестествено.
Петият сезон на Свръхестествено, американски телевизионен сериал, ще започне на 10 септември, 2009. Това е четвъртият сезон, който се излъчва по CW. Главните актьори на петия сезон включват Джаред Падалеки, Дженсън Екълс и Миша Колинс. Потвърдено е, че актьорът Марк Пелегрино ще играе в ролята на Луцифер, който е освободен от Ада в края на четвъртия сезон. Парис Хилтън също ще участва в епизод, в ролята на демонично същество, което е приело формата на Парис Хилтън. Ерик Крипки също така разкри, че Джо и майка ѝ Елън ще се завърнат за петия сезон. В сериала ще се появяват ловеца Руфъс и пророка Чък. Сезонът ще се фокусира върху поправянето на отношенията на Сам и Дийн.

## Актьорски състав
Главни герои:
- Джаред Падалеки в ролята на Сам Уинчестър
- Дженсън Екълс в ролята на Дийн Уинчестър

Второстепенни герои:
- Миша Колинс в ролята на Кастиел
- Марк Пелегрино в ролята на Луцифер
- Алона Тал в ролята на Джо Харвел
- Саманта Ферис в ролята на Елън Харвел

## Епизоди
| Заглавие | Сценарист(и)                                | Режисьор(и)     | Дата на излъчване    | Еп. № |
| --- | ------------------------------------------- | --------------- | -------------------- | ----- |
| „Sympathy for the Devil“ („Съчувствие за Дявола“) | Ерик Крипки                                 | Робърт Сингър   | 10 септември 2009 г. | 1     |
| Благодарение на сполучливия опит на Сам да убие Лилит сега Луцифер е на свобода. Докато портата към Ада се отваря напълно братята Уинчестър са спасени от неизвестна сила и са телепортирани в самолет, от който виждат началото на Апокалипсиса. Когато опитват да разберат какъв да е следващият им ход, те научават, че Кастиел е убит и Дийн е меча на Михаил, приемник на Архангел Михаил. Въпреки това той отказва да даде ума и тялото си, дори когато Закарая заплашва да убие Сам и Боби. Междувременно, Луцифер се опитва да убеди приемника си, мъж, чието семейство е заклано от убиец, да го остави да го обладае, за да се изправи пред Бог и да потърси правосъдие. |                                             |                 |                      |       |
| „Good God, Y'All“ („Бог да ни е на помощ“) | Сера Гамбъл                                 | Фил Съгриша     | 17 септември 2009 г. | 2     |
| Боби още е в болницата и е доста раздразнен, че е в инвалидна количка. Когато Кастиел пристига, Боби му казва да го излекува, но Кастиел казва, че е откъснат от Рая. Той казва на Дийн, че иска да намери Бог, единственият който може да победи Луцифер. Изведнъж Боби получава обаждане от приятеля си Руфъс, който е в град пълен с демони. Сам и Дийн отиват в града и не могат да намерят Руфъс, но намират Елън Харвел. Тя и Джо ловуват заедно, но Джо изчезва като Руфъс. Когато те намират Джо и Руфъс изглежда, че са обладани от демони и мислят, че Сам, Дийн и останалите са обладани. Всъщност демоните не са демони, а халюцинации направени от Война, един от Конниците на Апокалипсиса. Сам и Дийн го улавят и отрязват пръста, на който има пръстен, защото пръстенът контролира халюцинациите. В края Сам казва на Дийн, че мисли, че трябва да се разделят и се разделят. |                                             |                 |                      |       |
| „Free to be You and Me“ („Свободни да бъдем себе си“) | Джеръми Карвър                              | Дж. Милър Тобин | 24 септември 2009 г. | 3     |
| Несигурен в себе си, Сам решава да се откаже от ловуването и да живее „нормален“ живот. През нощта мъртвата му приятелка Джесика го посещава и му казва, че хората не се променят, независимо от усилията им. Дийн, решен да спре Апокалипсиса, се съюзява с Кастиел, за да намерят Архангел Рафаил, тъй като Кастиел смята, че Рафаил знае местоположението на Бог. Те намират приемното тяло на Рафаил и го примамват, но не успяват да научат местоположениет на Бог. Рафаил твърди, че Бог е мъртъв. След като Сам се сбива с други ловци, защото искат да пие демонска кръв и да убие няколко демона, той отново е посетен от Джесиа, като се оказва, че това всъщност е Луцифер. Той твърди, че тялото на Ник е само план Б и иситнското му приемно тяло е Сам. Той е убеден, че евентуално, без лъжи и измами, Сам ще се съгласи да му е приемно тяло. |                                             |                 |                      |       |
| „The End“ („Краят“) | Бен Едлънд                                  | Стив Бойъм      | 1 октомври 2009 г.   | 4     |
| Сам казва на Дийн, че иска пак да се съберат в битката срещу Апокалипсиса, но Дийн му отказва. По-късно, Дийн се събужда пет години в бъдещето в изоставен град и е нападнат от хора, които са заразени от демонично заболяване, вируса Кроатоан. След като Дийн се измъква, Закарая се появява и му обяснява, че това светът е станал такъв защото Дийн е отказал да стане приемно тяло на Михаил. След това той открива група оцелели, водени от Дийн от бъдещето. Когато се промъква в лагера, той е заловен от бъдещото си аз, който му обяснява, че вирусът е последната стъпка на Луцифер към унищожаването на човечеството. Явно Сам не е оцелял в някаква голяма битка. По-късно се оказва, че Сам не е умрял, но е приел да е приемно тяло на Луцифер. След като е взел Колтът от демони, Дийн от бъдъщето планира да убие Дявола и да спре Апокалипсиса. Попадайки в капан, Дийн от бъдещето е убит от Луцифер. Дяволът казва на Дийн, че каквито и избори да направи, той винаги ще попадне в тази ситуация. Луцифер си тръгва и се появява Закарая, телепортирайки Дийн обратно в 2009 година. Когато Дийн отказва да е приемно тяло на Михаил, дори след като е видял до какво е довело това, Закарая опитва да го накара със сила. Кастиел се появява и спасява Дийн от Закарая. Накрая Дийн и Сам се събират отново. |                                             |                 |                      |       |
| „Fallen Idols“ („Паднали идоли“) | Джули Сийдж                                 | Джим Конуей     | 8 октомври 2009 г.   | 5     |
| Сам и Дийн пак са заедно и тръгват на лов. Те отиват в малък град и разследват няколко много странни убийства. Мъж е намерил колата на Джеймс Дийн, „Малкото копеле“ и е намерен в гаража си, умрял в нея сякаш е претърпял катастрофа. Друг мъж е убит от някогото, който изглежда точно като Ейбрахам Линкълн. Мислейки, че убийствата са извършени от духовете на тези известни лучности, братята отиват във восъчен музей, където Сам е нападнат от нещо, което прилича на духа на Махатма Ганди. Малко по-късно, две момичета съобщават в полицията, че тяхна приятелка е отвлечена от Парис Хилтън, което оставя братята без думи. След като намират семена в стомасите на жертвите, те отиват в обновяващата се част от музея, където намират Парис Хилтън, която всъщност е езичен бог, опитващ се да се установи, след като стария му дом – гора в Източна Европа е изсечена. Като докосва тяхна вещ, божеството се превръща в известни личности и убива феновете им, за да се нахрани от кръвта им. Докато се бият с Леши, Дийн споменава, че така и не е гледал Къщата на восъка, филм в който участват Падалеки и Хилтън. В края, Сам убива „Парис Хилтън“ с желязна брадва. Преди да напуснат града, Дийн казва на Сам, че започването на Апокалипсиса не е само по негова вина, тъй като той чупи първата окова и че не трябва да мислят твърде много за историята с приемното тяло, а да се бият заедно. |                                             |                 |                      |       |
| „I Believe the Children Are Our Future“ („Вярвам, че децата са бъдещето ни“) | Андрю Даб и Даниел Лофлин                   | Чарлс Бийсън    | 15 октомври 2009 г.  | 6     |
| В Алайънс, Небраска хората умират от шеги като прах за сърбеж. На всичкото отгоре, странно изглеждаща фея на зъбките взима всичките зъби на един мъж. Оказва се, че 11-годишно момче на име Джеси е причината за всичко това. Всичко, в което вярва той се случва. След като претърсват за родителите му, Сам и Дийн разбират, че момчето е осиновено, затова навестяват биологичната му майка, която живее в другия край на щата. Тя им казва, че е забременяла от демона, която я е обладал и тя е дала детето за осиновяване след като го е родила. Кастиел казва на братята, че Джеси е Антихрист, същество което е полудемон, получовек и има огромни сили. Затова, Антихрист може да е специалното оръжие на Луцифер във войната с Рая и той е сериозна заплаха, и трябва да бъде елиминиран. Обаче, Сам и Дийн смятат, че Джеси няма да стане зъл, ако отиде на безопасно място. Когато опитват да убедят Джеси да тръгне с тях, демонът, който му е баща се появява и ги приковава за стената. Той отново е обладал майката на Джеси. След като изслушва демона, Джеси го кара да не може да говори, за да чуе какво има да каже Сам. Сам казва на Джеси, че той има избор и че той ще го преследва цял живот, ако избере грешния път. След това, Джеси изгонва демона от майка си. Преструвайки се, че иска да се сбогува с родителите си, той се качва на горния етаж и изчезва, предпазен от силата, което го прави непроследим. |                                             |                 |                      |       |
| „The Curious Case of Dean Winchester“ („Любопитният случай на Дийн Уинчестър“) | Сера Гамбъл                                 | Робърт Сингър   | 29 октомври 2009 г.  | 7     |
| Мистериозни умирания са причинени от бързо остаряване, което води Сам, Дийн и Боби до вещер на име Патрик, който играе с високи залози. Той предизвиква хората на покер, в който не играят за пари, а за години, които са представени от чипове за покер. Боби вижда тази игра като възможност да се измъкне от инвалидния стол и приема предизвикателството на Патрик. Той губи и започва да остарява бързо. Дийн иска да спаси Боби и предизвиква вещера, за да върне загубените години на Боби и да предотврати смъртта му. Той залага 50 години, от които използва 25, за да върне Боби към нормалното. Обаче, Дийн не успява да победи, заради което започва да остарява. Заедно, братята Уинчестър и Боби опитват да намерят начин да спасят Дийн. Те получават неочаквана помощ от приятелката на Патрик, която мисли, че да живееш вечно не е нормално и причинява много болка. Тя им казва магия, която може да обърне ефекта на магията на Патрик. Сам предизвиква вещера на покер, докато Боби и Дийн изпълняват ритуала. Едно от необходимите неща е ДНК от Патрик, затова те използват клечката за зъби, която използва. Заклинанието се оказва неефективно, тъй като клечката за зъби всъщност не е била използвана от Патрик. Докато панически търсят друг обект с ДНК от вещера, Дийн получава инфаркт, но Сам печели играта точно на време, за да спаси Дийн. |                                             |                 |                      |       |
| „Changing Channels“ („Смяна на каналите“) | Джеръми Карвър                              | Чарлс Бийсън    | 5 ноември 2009 г.    | 8     |
| Докато разследват странно убийство, което явно е извършено от самия Хълк, Сам и Дийн са затворени в любимия сериал на Дийн, „Д-р Секси“. Те смятат, че Фокусник е виновен за това и опитват да го открият. Сам предлага да убедят Фокусника, който харесва земята и да си играе с населението ѝ, да им помогне да спрат Апокалипсиса. Фокусникът, който се е маскирал като д-р Секси, се съгласява, но първо братята трябва да преживеят следващите 24 часа. Тъй като са затворени в „Страната на Телевизията“, Сам и Дийн трябва да участват в няколко ТВ сериала, включително японско риалити шоу, От местопрестъплението: Маями и ситуационна комедия. Кастел опитва да ги спаси, но Фокусника го кара да изчезне. Скоро на братята им омръзва от чувството за хумор на Фокусника и отново говорят с него. Въпреки че Кастиел ги предупреждава, че полубог не може да е толкова силен, те приготвят светено масло, което може да залови и архангел. Оказва се, че Фокусника е архангел Гаврил, който е напуснал Рая по собствено желание. Той иска Сам и Дийн да кажат „да“ на Луцифер и Михал, за да спрат Апокалипсиса и да възстановят мира в Рая, тъй като той е уморен от неспирните битки. Гаврил казва, че ролите на братята в Апокалипсиса са били определени винаги, тъй като Сам веднъж се е опълчил на баща си като Луцифер, а Дийн винаги е изпълнявал всичко, което му е нареждал баща му като Михаил. |                                             |                 |                      |       |
| „The Real Ghostbusters“ („Истинските ловци на духове“) | История: Нанси Уейнър Сценарий: Ерик Крипки | Джим Конуей     | 12 ноември 2009 г.   | 9     |
| Сам и Дийн получават SMS от Чък и пристигат в някакъв хотел, в който се провежда сбирка на фенове на Свръхестествено. Те разбират, че всъщност големият им фен Беки е пратила съобщението и трябва да наблюдават как техни имитатори участват във фалшив лов на дух. След като един от феновете е ранен от истински дух, братята Уинчестър започват разследване и разбират, че хотела е обладан от истински дух, чието име е Летиша Гор. Гор, която е убила четири деца като ги е скалпирала е притежавал къщата, която била сиропиталище. Заедно с двама имитатори, братята започват да търсят костите на Летиша и ги изгарят. Когато унищожават духе, те без да искат пускат духовете на момчетата на свобода. Те разбират, че всъщност трите момчета убили сина на Летиша и че само тя е можела да ги контролира. След като Летиша вече я няма ядосаните духове заключват всички присъстващи в хотела. Сам и Дийн молят Чък да държи всички в стаята за пресконференции докато те се разправят с духовете, като карат сервитьорка-актриса да се прави на Летиша Гор, за да контролира духовете на децата. Обаче, планът се проваля, когато телефонът ѝ звъни и духовете разбират, че е човек. Духовете нападат Сам и Дийн, но са унищожени от двама имитатори на братята, които успяват да изгорят костите им. Докато напускат хотела, Беки разкрива на братята, че Бела не е дала Колтът на Лилит, а на демон, на име Краули. |                                             |                 |                      |       |
| „Abandon All Hope...“ („Надежда всяка оставете“) | Бен Едлънд                                  | Фил Сгрчиа      | 19 ноември 2009 г.   | 10    |
| Кастиел намира Краули и с помощта на Джо братята влизат в къщата му. За тяхна изненада Краули убива охранителите си и им дава Колтът, твърдейки, че иска Луцифер мъртъв защото вярва, че евентуално Луцифер ще убие всички демони след като унищожи човечеството. Докато са при Боби, Боби снима себе си, Сам, Дийн, Елън, Джо и Кастиел, тъй като вярва, че това може да е последната им нощ на Земята. Когато отборът пристига в Мисури, Кастиел вижда Жътвари навсякъде. Той опитва да разбере защо те са там и е уловен от Луцифер, който опитва да убеди Кастиел да се присъедини към него, докато му показва, че неговото приемно тяло Ник, който се „износва“ заради присъствието на Луцифер в него, умира. Мег пристига и праща адски хрътки по следите на братята, Елън и Джо и докато се опитват да помогнат на Дийн, Джо е ранена смъртоносно. Докато се покриват в магазин за техника, Дийн се обажда на Боби, който му казва, че Жътварите са в града защото чакат техният шеф да се появи: Смъртта, един от Четирите конника. Осъзнавайки, че няма да се възстанови от раната си, Джо предлага да направят бомба, която да взриви адските хрътки, използвайки нея за примамка, която да подмами адските хрътки вътре. Елън решава също да остане, за да може да пусне адските хрътки вътре и да задейства бомбата след като Дийн и Сам избягат. След сълзливо сбогуване с Дийн, Джо умира в ръцете на Елън, която взривява бомбата, убивайки себе си и адските хрътки. Братята намират Луцифер докато той призовава Смъртта. Дийн улучва Луцифер, но той веднага се възстановява и им обяснява, че има пет неща, които Колтът не може да убие – и той е едно от тях. Луцифер жертва дузина демони да призове Смъртта, твърдейки, че „те са само демони“. Междувременно, Катиел успява да се измъкне от капана и отвежда братята при Боби. Там, Боби хвърля снимката им в огъня и заедно с братята тъгува тихо за смъртта на Джо и Елън. |                                             |                 |                      |       |